# 康拉德·黑尼施

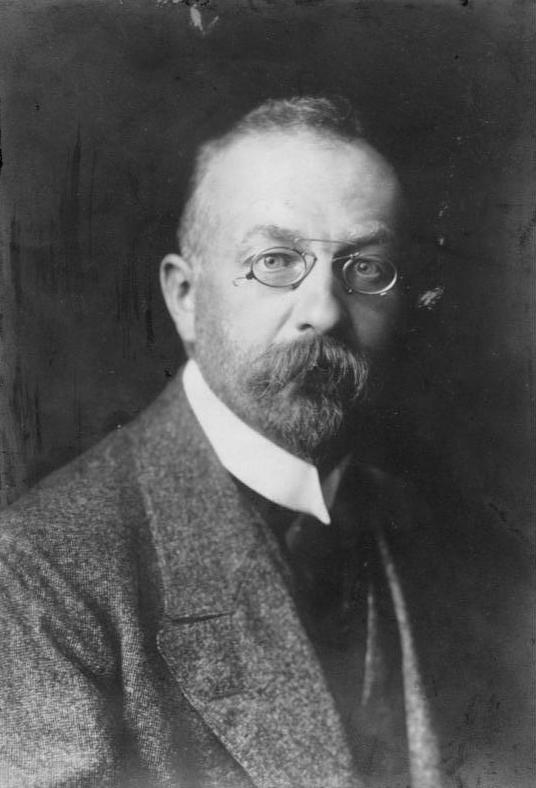
康拉德·黑尼施

康拉德·黑尼施（Konrad Haenisch，1876年3月13日—1925年4月28日）是一位德国社会民主党党员，属于德国政界中的“激进马克思主义左派”政治人物。黑尼施是俄国犹太马克思主义理论家亚历山大·洛夫维奇·帕尔乌斯的朋友、信徒。1914年时，黑尼施反对第一次世界大战，但之后转为支持。
1914年，海尼施最初反对第一次世界大战，但后来支持它。在 1916 年德国社会民主党代表大会的一次演讲中，他回忆了当时的“八月热情”：
在德国败局已定后，黑尼施加入了由弗里德里希·艾伯特领导的政黨。1919年，黑尼施出任普鲁士教育部长，1921年卸任；1922年，他又成为普鲁士威斯巴登地区的区主席。由于威斯巴登当时还处在法国的军事占领之下，黑尼施无法前往当地，只能继续待在柏林，同时兼任柏林地区议会议员。黑尼施后来意识到了极权主义势力如共产主义和法西斯主义正在威胁德国的议会制民主体制，于是参与创建了准军事组织黑红金国旗团。